# Río Cañamares (vattendrag i Spanien, Provincia de Ciudad Real)
Río Cañamares är ett vattendrag i Spanien.   Det ligger i provinsen Provincia de Ciudad Real och regionen Kastilien-La Mancha, i den centrala delen av landet, 190 km söder om huvudstaden Madrid.